# Winnecke 4
Winnecke 4, ook wel Messier 40 is de aanduiding van een tweetal sterren in het sterrenbeeld Grote Beer (Ursa Major). Het tweetal werd lang voor een dubbelster aangezien, maar observaties in 2002 suggereerden dat het een optische dubbelster betreft, twee sterren op verschillende afstanden die niet gravitationeel gebonden zijn. In 2016 werd, met behulp van waarnemingen met de ruimtetelescoop Gaia, bevestigd dat het inderdaad twee afzonderlijke sterren betreft. De helderste ster is HD 238107 op 1013 lichtjaar van de zon. De andere ster is HD 238108 en heeft een afstand van 470 lichtjaar. 
In 1764 werd deze (schijnbare) dubbelster ontdekt door Charles Messier die op zoek was naar een nevel die door Johannes Hevelius gezien zou zijn. Messier zag geen nevel maar nam toch deze sterren op in zijn catalogus als M40. In 1863 werd het tweetal herontdekt door Friedrich August Theodor Winnecke.
Dit dubbelsysteem vertoonde in 1991 een scheiding van 51,7", een vergroting ten opzichte van Messier's tijd.